# Václav Havel
(Václav Havel)
Václav Havel (IPA: [ˈvaːt͡slav ˈɦavɛl]; Praga, 5 ottobre 1936 – Hrádeček, 18 dicembre 2011) è stato un politico, drammaturgo, saggista e poeta ceco.
Dissidente e perseguitato politico sotto il regime comunista dell'allora Cecoslovacchia, in quanto figura di spicco del movimento politico-sociale conosciuto come Charta 77, a seguito del graduale processo di liberalizzazione del Paese, che difatti portò alla caduta del suo pluridecennale governo comunista durante la cosiddetta rivoluzione di velluto, ricoprì la carica di suo presidente dal 1989 al 1992, anno della sua dissoluzione a favore della formazione di due distinte entità statali (prospettiva a cui egli inizialmente si oppose strenuamente), e poi quella di presidente della neocostituita Repubblica Ceca dal 1993 al 2003.

## Biografia

### Gioventù e inizi della carriera letteraria
Havel nacque in una famiglia benestante di Praga. Frequentò la scuola dell'obbligo in un istituto della capitale. Incontrò gravi difficoltà a seguire serenamente gli studi liceali. Nel 1948 il partito comunista prese il potere con un colpo di Stato appoggiato dall'Unione Sovietica. Il regime accusò la famiglia di Havel di simpatie filo-tedesche (il giornale del Partito Comunista Rudé Právo scrisse il 23 febbraio 1989 che gli Havel erano stati collaborazionisti durante il periodo dell'occupazione tedesca). Havel si oppose all'espulsione dei tedeschi dei Sudeti dopo la seconda guerra mondiale.
Vaclav riuscì tuttavia a frequentare i corsi serali dell'Università Tecnica Ceca di Praga fino al 1957. Dopo il servizio militare lavorò (1960) come macchinista in alcuni teatri di Praga, fra cui il Divadlo Na zábradlí, dove rappresentò alcune delle sue prime opere, e studiò drammaturgia per corrispondenza. Il suo primo lavoro messo in scena fu La festa in giardino (1963), mentre l'opera più conosciuta in Occidente è il Largo Desolato. Il suo teatro, fortemente impegnato sul profilo politico, intende "provocare l'intelligenza dello spettatore, appellarsi alla sua fantasia, costringendolo a riflettere su questioni che lo toccano direttamente in maniera da vivere intimamente il messaggio teatrale". Nel 1964 si sposò con Olga Šplíchalová.

### Opposizione al regime comunista
(da Lettere a Olga)
Sull'onda della repressione seguita alla fine della Primavera di Praga nel 1968 fu bandito dal teatro e iniziò un'intensa attività politica, culminata con la pubblicazione del manifesto Charta 77, la cui scrittura prese spunto dall'imprigionamento dei componenti della formazione musicale ceca di musica psichedelica dei Plastic People of the Universe. Il suo attivismo politico di dissidente gli costò cinque anni di prigione (il periodo più lungo dal maggio 1979 al febbraio 1983). Secondo il vescovo Václav Malý, a Havel fu offerto un lavoro come drammaturgo a New York per evitare la prigione, ma lui avrebbe accettato solo se tutti gli altri membri del gruppo fossero stati rilasciati. La sua salute peggiorò e soffrì di polmonite ricorrente dall'autunno del 1982. Nel febbraio 1983, la sua pena fu sospesa per motivi di salute, e fu posto agli arresti domiciliari. Nel 2018, Jitka Vodňanská affermò nel suo libro che lei e Havel aspettavano un bambino nel 1984 e che la gravidanza si concluse con un aborto spontaneo.
In una delle opere che lo hanno reso celebre, Il potere dei senza potere (conosciuto in Italia grazie all'opera del Centro Studi Europa Orientale - CSEO - di Forlì), Havel ha brillantemente teorizzato il cosiddetto post-totalitarismo, termine usato per descrivere il moderno ordine sociopolitico che ha fatto sì che la gente potesse, per usare le sue parole, "vivere all'interno di una menzogna". Per la sua opera letteraria, nel 1990 fu invitato a Capri per ricevere il Premio Malaparte.

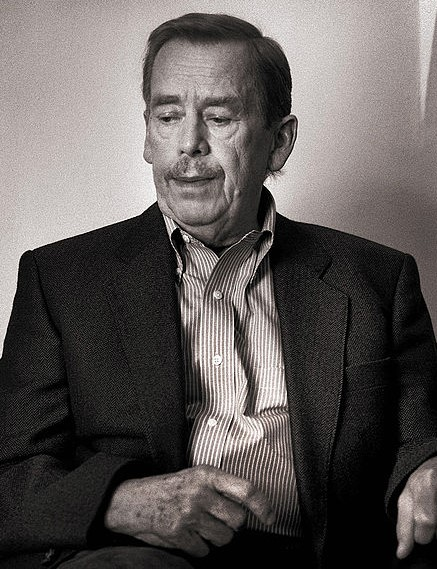
Václav Havel

Havel fu uno dei leader della cosiddetta Rivoluzione di velluto del 1989, durante la quale fu arrestato di nuovo, il 28 ottobre.

### Ultimo Presidente della Cecoslovacchia
Il 29 dicembre 1989, nella sua qualità di capo del Forum Civico, fu eletto presidente dall'Assemblea Federale. Dopo le libere elezioni del 1990 mantenne la presidenza. Nonostante le crescenti tensioni interne, Havel si batté con vigore per evitare la partizione della Cecoslovacchia in Repubblica Ceca e Slovacchia e per non firmare gli atti di divisione della stessa rassegnò le dimissioni.

### Presidenza della Repubblica Ceca
Dopo la creazione della Repubblica Ceca, Havel si candidò alla presidenza nelle elezioni del 26 gennaio 1993, risultando eletto. Il suo amico Ivan Medek divenne capo dell'ufficio del presidente della Repubblica. Nonostante le precarie condizioni di salute e tre interventi chirurgici fu rieletto nel 1998, elezione possibile per l'assenza del parlamentare ultranazionalista Miroslav Sládek del partito SPR-RSČ (Sdružení pro republiku - Republikánská strana Československa), che durante l'elezione presidenziale del 1998 era in stato di arresto: questo singolo voto, infatti, determinò l'esito della votazione.

### Posizioni politiche e filosofiche
(Václav Havel)
Durante la sua militanza dissidente contro il regime comunista, Havel fu un sostenitore appassionato della non-violenza come metodo di lotta politica. La sua presidenza fu caratterizzata da un orientamento politico anti-comunista di centro-destra, moderato e liberale, favorevole ad un'economia di mercato ed europeista, ma anche all'anticonsumismo, all'umanitarismo, all'ambientalismo, all'attivismo civile, alla democrazia diretta, e in politica estera filo-americano. Havel fu, infatti, il principale sostenitore dell'entrata della Repubblica Ceca nella NATO, avvenuta il 12 marzo del 1999, e supportò l'intervento dell'Alleanza nella guerra del Kosovo del 1999 contro il regime serbo-jugoslavo di Slobodan Milošević.. Havel è stato avvicinato anche al neoconservatorismo.
Fece discutere, alla fine degli anni '90, il pubblico invito di Havel al segretario di Stato americano, Madeleine Albright, di origini ceche, ad assumere la presidenza della Repubblica Ceca, proposta che non ebbe alcun seguito. Nel 2007, nonostante la promessa fatta poco dopo la rivoluzione di velluto, che «nessuna truppa straniera sarebbe più stata invitata a mettere piede in territorio ceco», ha dichiarato il suo appoggio al progetto di scudo missilistico americano nella Repubblica Ceca, aggiungendo che «è sempre un bene, se l'America è un po' ancorata in Europa».
Nel gennaio del 2010 viene pubblicata per la prima volta in Italia l'intera corrispondenza vergata durante i ripetuti periodi di detenzione. Il libro s'intitola Le Lettere a Olga e manifesta distintamente la sua profonda fede religiosa e il fascino che la figura di Gesù Cristo ha esercitato su di lui. Nell'ultima parte del volume emerge la sua concezione filosofica, basata su una formazione fenomenologica nata dalla lettura di Heidegger e di Lévinas, in un contesto di esistenzialismo e di umanesimo cristiano: «Essere gettati nel mondo ci rivela il nostro stato di separazione; essere gettati nell'origine dell'Essere, al contrario, risveglia in noi la trascendenza di sé così essenzialmente umana: il desiderio di oltrepassare tutti i propri orizzonti per attingere di nuovo la perduta pienezza dell'Essere, "possederla" di nuovo».

### Dopo la Presidenza
Dopo la morte della moglie (1996) sposò l'attrice Dagmar Veškrnová.
Havel lasciò la carica dopo il secondo mandato come presidente della Repubblica Ceca il 2 febbraio 2003. Gli succedette, il 28 febbraio 2003 Václav Klaus, uno dei suoi più decisi oppositori, euroscettico e nazionalista.
Nel 2003 ha ricevuto il premio "Ambassador of Conscience", dedicato a chi promuove il lavoro di Amnesty International. Nel 2005 ha ottenuto il Premio Internazionale Vittorino Colombo, assegnato dalla Fondazione Vittorino Colombo.
Sempre nel 2007, dopo una pausa di quasi vent'anni, è tornato alla scrittura per il teatro, con Partire, una tragicommedia, andata in scena, per la prima volta al Teatro Archa di Praga, il 22 maggio 2008. Il testo è composto da cinque atti e richiede undici attori, sei attrici e una voce fuori campo.
Morì per problemi respiratori e insufficienza circolatoria il 18 dicembre 2011 a 75 anni, e in suo onore si tennero tre giorni di lutto nazionale in Repubblica Ceca e uno in Slovacchia. Una settimana prima di morire aveva fatto la sua ultima uscita in pubblico incontrando il Dalai Lama.
Nel 2013, nella prima Giornata europea dei Giusti, a Vaclav Havel vengono dedicati un albero e un cippo al Giardino dei Giusti di tutto il mondo di Milano.

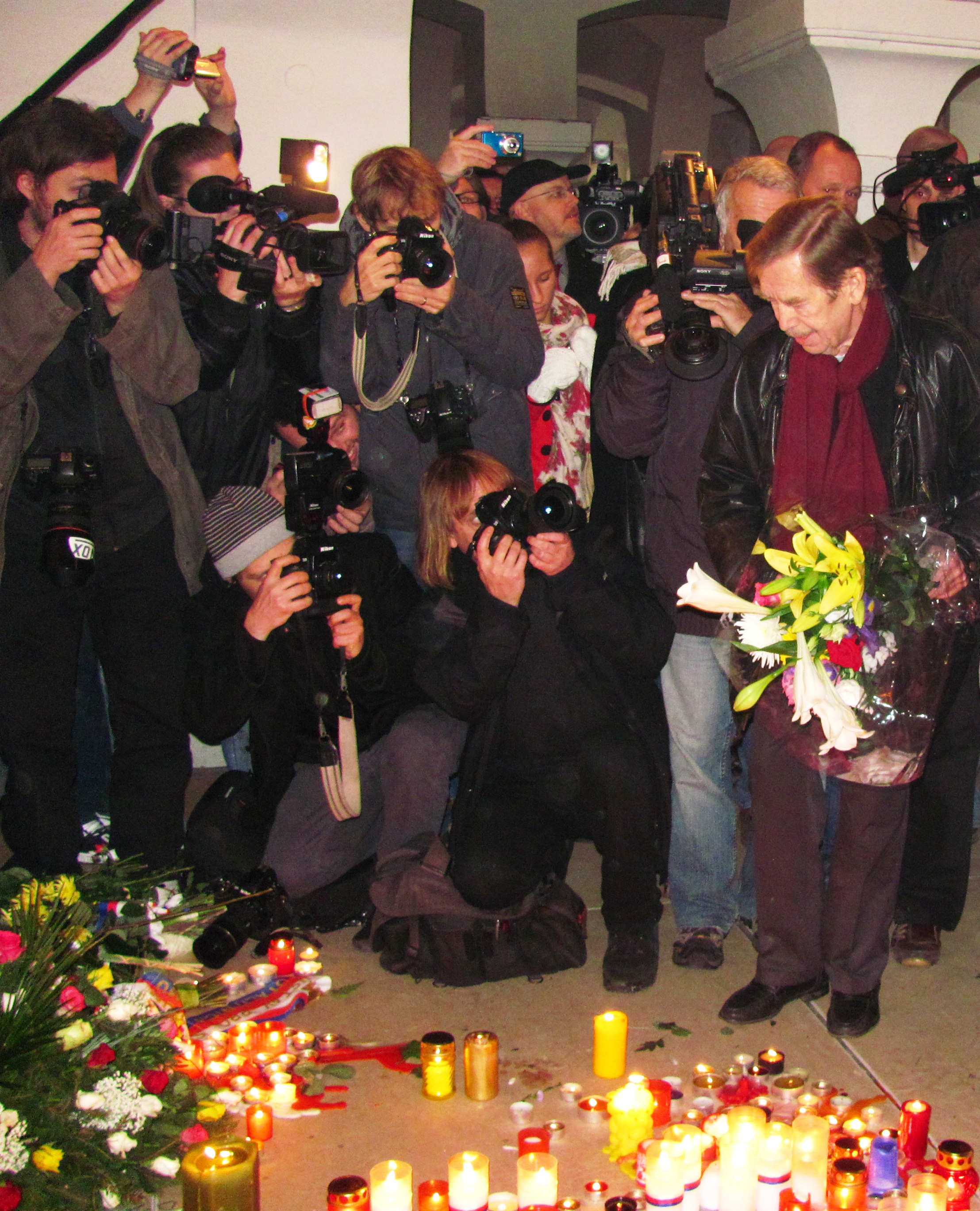
Václav Havel (2010)

## Opere letterarie

### Teatro
- Festa in giardino (1963)
- Memorandum (1965)
- Difficoltà di concentrazione (1968)
- I congiurati (1971)
- L'opera dello straccione (1975)
- Albergo di montagna (1976)
- L'udienza (1978)
- Vernissage (1978)
- La firma (1978)
- Lo sbaglio (1983)
- Largo desolato (1985)
- Tentazione (1986)
- Il risanamento (1987)
- Domani si inizia (1988)
- Partire (2007)

### Altri scritti
- Il potere dei senza-potere (1978)
- Lettere a Olga (1988)
- Lettere aperte (1991)
- Disturbando la pace (1991)
- Meditazioni estive (1992/93)
- L'Arte dell'impossibile (1998)
- In breve, per favore (2006)